# 西丸與一
西丸 與一（にしまる よいち、1927年3月14日 - 2020年4月3日）は、日本の医師、法医学者、作家。横浜市立大学名誉教授。元「ぱしふぃっくびいなす」船医、監察医。

## 生涯
東京府出身。横浜医科大学卒業。
1950年から神奈川県監察医の任にあたり、数多くの事故、事件の検死解剖、鑑定にも携わった。その体験を書いた『法医学教室の午後』正（1982年、朝日新聞社出版局、のち朝日文庫）・続（1984年、朝日新聞社出版局、のち朝日文庫）は、1985年、1986年と日本テレビ系列でTVドラマになった。同シリーズの続編として『法医学教室との別れ』（1992年、朝日新聞社）がある。
1954年から1992年まで横浜市立大学医学部に勤務し、法医学を担当。3期、6年間同医学部長を務めた。大学退官後、自ら横浜市に働きかけて横浜市総合保健医療センターの立ち上げに係わり、その施設長を1998年5月まで務めた。その後、日本クルーズ客船のクルーズ客船「ぱしふぃっくびいなす」の船医となった。2014年3月引退。2014年12月より、神奈川新聞で「わが人生」を連載。
2020年4月3日、老衰のため死去。93歳没。

## 略歴
主な経歴は以下のとおり
- 1950年5月 - 神奈川県監察医
- 1961年3月 - 横浜市立大学 医学博士　論文の題は「モルヒネの排泄に関する研究 」
- 1973年3月 - 横浜市立大学医学部法医学講座教授
- 1977年6月 - 横浜市予防接種事故対策調査委員
- 1981年4月 - 横浜市立大学医学部長・大学院医学研究科長
- 1984年4月 - 文部省｢医学教育の改善に関する調査研究協力者会議｣委員
- 1984年2月 - 文部省学術審議会専門委員
- 1992年4月 - 横浜市総合保健医療センター長、横浜市総合保健医療財団常務理事
- 1992年 - テレビ神奈川・TVグラフィックおしゃべりトマトコメンテーター

## 監察医として係わった事件
- 全日空羽田沖墜落事故[2]
- 日航機御巣鷹山墜落事故[2]
- なだしお事件[2]
- 東海大学安楽死事件
- 坂本堤弁護士一家殺害事件

## 受賞・栄典
主な受賞等は以下のとおり
- 1975年4月 神奈川県知事表彰
- 1981年
  - 1月 法務大臣表彰
  - 7月 警察庁長官表彰（警察協力章）
- 1984年4月 カリフォルニア州名誉州民
- 1985年8月 I.A.U.P.(International Association of University Presidents) 特別顧問（タイ王国）
- 1986年5月 世界平和教育賞
- 1987年7月 メキシコ・グアダラハラ自治大学名誉教授
- 1992年4月 日本法医学会名誉会員
- 1997年 第46回横浜文化賞
- 2005年11月 瑞宝中綬章[6]

## 出演番組
- TVグラフィックおしゃべりトマト
- 土曜ワイド劇場 法医学教室の事件ファイル 法医学監修、カメオ出演

## 著書
- 『法医学教室の午後』朝日新聞社, 1982　のち文庫
- 『法医学教室の午後 続』朝日新聞社, 1984　のち文庫
- 『法医学教室との別れ』朝日新聞社, 1992　のち文庫
- 『法医学あら・かると』悠飛社, 1999
- 『こころの羅針盤 西丸與一対談集』かまくら春秋社, 2000
- 『ドクター西丸航海記 客船ぱしふぃっくびいなす104日間世界一周の旅』海事プレス社, 2001
- 『ドクター・トド船に乗る』朝日新聞社, 2003.6